# Geschiedenis van de Joden in Saoedi-Arabië
Dit artikel behandelt de geschiedenis van de Joden in Saoedi-Arabië. De Joodse aanwezigheid op het grondgebied van het huidige Saoedi-Arabië gaat terug tot voor het begin van de jaartelling. In de 6e en 7e eeuw na Christus was er sprake van enige Joodse stammen in de omgeving van Medina, namelijk de Banu Nadir, de Banu Qainuqa en de Banu Qurayza.
De stammen werden verslagen door Mohammed in 627, als laatste de Banu Qurayza. Volgens historicus en theoloog Al-Tabari (838-923) werden tussen 700 en 900 Joodse mannen onthoofd. Mohammed zelf was bij de slachting aanwezig. Hierna waren er geen joodse stammen in Medina meer over. Overigens wordt de slachting door historici betwist en waren de conflicten tussen Mohammed en de drie joodse stammen politiek, en niet religieus van aard. Bij aankomst in Medina sloot Mohammed namelijk een vredesverdrag met alle twintig joodse stammen in de stad
De Joodse ontdekkingsreiziger Benjamin van Tudela rapporteerde in 1170 een Joodse gemeenschap in de stad Tayma in het noorden van het huidige Saoedi-Arabië.
In de moderne geschiedenis is geen Joodse aanwezigheid bekend in Saoedi-Arabië, met uitzondering van de periode 1934-1950. In eerstgenoemd jaar werd de Jemenitische stad Najran veroverd door Saoedische troepen. In deze stad leefde sinds eeuwen een Joodse gemeenschap. De lokale gouverneur Amir Turki ben Mahdi beval de 600 Joden te vertrekken, ze kregen hiervoor één dag. Saoedische troepen begeleiden de groep naar de grens en de Joden vestigen zich in Mahane Geula. Hiervandaan werden ze tijdens Operatie Magic Carpet in de periode 1949-1950 per vliegtuig naar Israël gebracht.
Het is Joden heden ten dage niet toegestaan Saoedi-Arabië binnen te komen. Aan bedrijven die zaken willen doen met het land wordt een niet-Joodverklaring gevraagd, waarin bedrijven moeten aangeven dat hun werknemers geen Joden zijn.